# Гасаноглы Иззеддин
Гасаноглы́ Иззедди́н (азерб. عزالدین حَسَنْ اوغْلے, совр. азерб. İzzəddin Həsənoğlu, перс. شیخ عزالدین پورحسن اسفراینی‎; XIII в., Хорасан — начало XIV в.) — наиболее ранний автор азербайджанской литературы, ставший одним из её основоположников.
Учился у суфийского шейха Джамалиддина Ахмеда Закира. Стихи Гасаноглы писал писал под арабо-персидским псевдонимом «Пуре-Гасан» (پورحسن — сын Гасана) на азербайджанском тюркском и персидском. Наследие поэта незначительно, поскольку сохранились только две его газели. Главная тема его поэзии — любовь. Лирика поэта служила образцом для многих поколений поэтов, писавших на тюркских языках. Последователями считаются поэты Ахмед Бурханеддин и  Имадеддин Насими.
Общественная тема любовной философии[что?] в лирике классика персидской поэзии Низами, идеи и общественные мотивы в творчестве Низами были в большей степени литературной основой и творческой школой для поэта Гасаноглу. Согласно азербайджанскому исследователю Гасыму Джахани, Гасаноглу использовал не только идеи из стихотворений Низами, но и их формы. Как и Низами, Гасаноглу также для усиления эмоциональности повторял художественные образы и художественные выражения вопросами и определениями. Такие формы делали газели более читабельными, превращая чувства в страсть и проясняя смысл.